# Hans Scholl
Hans Fritz School (22 de setembro de 1918 - 22 de fevereiro de 1943) foi um dos fundadores e membros fundamentais do movimento de resistência alemã ao nacional-socialismo, a Rosa Branca. 

## Hans Scholl
Scholl nasceu em Ingersheim, o segundo de seis filhos. Em 1933 aderiu à Juventude Hitlerista, mas ficou rapidamente desiludido quando comprovou as implicações reais do organismo. Ao mesmo tempo, estudou Medicina na Universidade Ludwig Maximilian de Munique. 

## A Rosa Branca
No começo do verão de 1942, Scholl, a sua irmã Sophie, Willi Graf, Kurt Huber, Christoph Probst e Alexander Schmorell escreveram conjuntamente seis panfletos de resistência política antinazista, horrorizados pelo comportamento de alguns soldados alemães na Frente Oriental, especialmente contra os judeus na Polónia e na Rússia. 

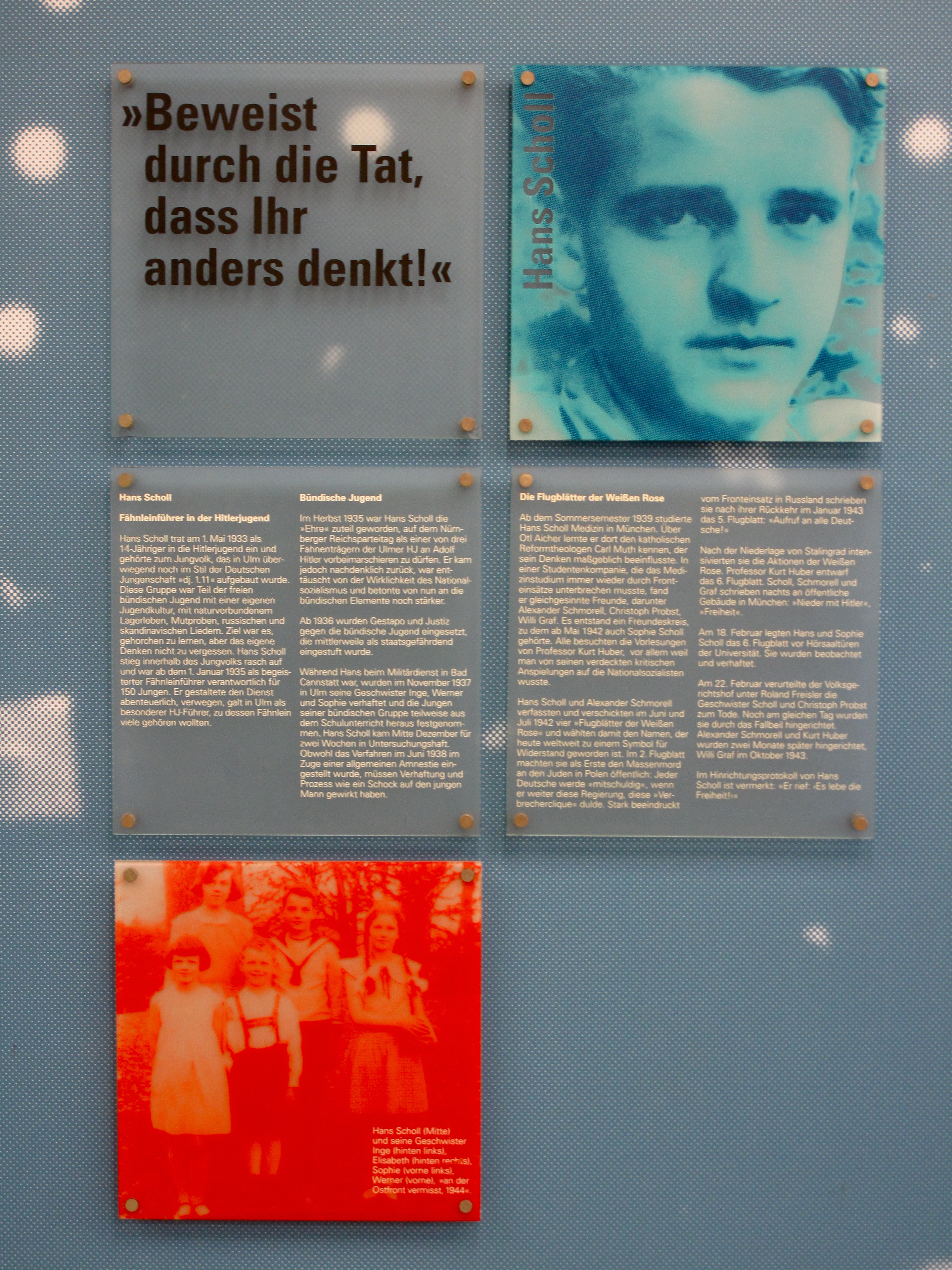
Hans Scholl Hans num memorial em Ulm dedicado aos integrantes da Rosa Branca.

Os panfletos foram difundidos nos arredores das universidades de Munique e Hamburgo, ademais de serem enviadas por correio a doutores e estudantes, difundindo a mensagem todo o possível. Sophie Scholl aderiu ao grupo e tornou-se um dos membros fundamentais ao fazer o reparto dado que, sendo uma mulher jovem, despertava menos desconfiança entre as SS.
Em 18 de fevereiro de 1943, Hans e Sophie foram descobertos por um guarda quando deixavam novos panfletos na praça diante da universidade, o que possibilitou serem arrestados pela Gestapo e, junto com Probst, serem julgados por traição pelo juiz Roland Freisler, que instruía a maior parte dos casos de conspiração contra o Terceiro Reich que produzia a resistência alemã. Os três foram sentenciados à morte em 22 de fevereiro.
Hans Scholl, Sophie Scholl e Christopher Probst foram decapitados na Prisão Stadelheim de Munique, apenas umas horas mais tarde. Pouco tempo depois, outros estudantes envolvidos no grupo também foram arrestados e executados.

## Homenagem
Em sua homenagem, a principal sala da faculdade de Medicina das Forças Armadas da Alemanha (Bundeswehr), em Munique, recebeu seu nome em 2012.